# Juta Krulc
Juta Krulc (rojena Zdešar), slovenska krajinska arhitektka, * 18. april 1913, Radovljica, Slovenija, † 22. junij 2015, Golnik.
Krulčeva je bila najstarejša aktivna oblikovalka vrtov ne le v slovenskem, temveč v svetovnem merilu. V svoji razgibani karieri jih je oblikovala okoli 400.

## Izobrazba in delo
V Ljubljani je v 1930-ih kot ena redkih deklet študirala arhitekturo na Tehniški fakulteti in leta 1937 diplomirala pri profesorju Ivanu Vurniku  – študija krajinske arhitekture tedaj še ni bilo. Prispevala je ilustracije za Fenološki slovar in spoznala profesorja Cirila Jegliča, pri katerem je v petdesetih delala kot asistentka na Fakulteti za agronomijo, gozdarstvo in veterinarstvo in bila pogosto njegova desna roka. Formalno pridobljeno arhitekturno znanje je vseskozi nadgrajevala s strastnim zanimanjem za botaniko. Sodelovala je pri zasnovi povojne preureditve Volčjega Potoka. Po ukinitvi katedre, ki bi jo morala prevzeti, je postala samostojna oblikovalka vrtov, kar je bilo tedaj pionirsko delo.
Oblikovala je predvsem družinske vrtove, a tudi nekaj večjih parkovnih ureditev (ob vili Tartini v Strunjanu in ob ljubljanskem Gozdarskem inštitutu), dopolnjevala vrt na Brdu pri Kranju (vključno z zasnovo steklenjaka pred vhodom), več spominskih parkov izven Slovenije ter javni površini v Radečah in Hrastniku. Med prvimi na Slovenskem je na vrtove načrtno sadila trajnice.
Pri delu je vedno poudarjala pomembnost poznavanja naročnika kot človeka, premišljenega dolgotrajnega opazovanja mikrolokacije. Vpeljala je zasaditve, ki učinkujejo v vseh letnih časih. Pri zasnovi je običajno predstavljala zamisli izvajalcem in naročnikom z risbami. Izjemen dar za risanje je bil posebej izrazito izražen pri skiciranju cvetlic. Tudi pri zasnovah vrtov je običajno najprej izrisala skico z ogljem; kasneje je dodajala barvne odtenke. Kot aktivna oblikovalka in predavateljica je vztrajala do pozne starosti. Prijateljevala je z Jeleno de Belder Kovačič in številnimi drugimi strokovnjaki s področja urejanja vrtov.

## Osebno življenje
Po Jutinem rojstvu v Radovljici se je družina Zdešar kmalu odselila v Ljubljano, kjer je Juta Krulc preživela otroštvo in doštudirala. Dve leti pred začetkom druge svetovne vojne se je poročila z Mirkom Krulcem, oficirjem jugoslovanske kraljeve garde. Ta je med vojno pobegnil iz nemškega ujetništva k partizanom. Po koncu vojne ni želel ostati v vojaški službi. Rodili sta se jima dve hčeri: Mirta, arhitektka, in Maja, umetnostna zgodovinarka. Poročena sta bila 64 let.
Leta 2013 je praznovala 100 let. S hčerko Majo Kržišnik in zetom Tomažem Kržišnikom je živela v Žireh, kjer je za okoličane izdelala že 25 načrtov vrtnih ureditev in zasaditev. Osebnega, razsežnega vrta ob levem bregu Sore ni obkrožila z ograjo, temveč ga je namenila v rabo tudi lokalni skupnosti.
Kmalu po otvoritvi razstave načrtov njenih vrtov v galeriji Dessa junija 2015 je preminila. V nekrologu je Gojko Zupan zapisal: "Juta Krulc nam je prepustila zgled za sobivanje ljudi in rastlin ter odprte vizije notranjega in zunanjega jaza."

## Priznanja
- Priznanje za dolgoletni prispevek pri oblikovanju žirovskih vrtov in dvig kulture urejanja krajine[6]